# 沢樹舞のおいしい時間
『沢樹舞のおいしい時間』（さわきまいのおいしいじかん）とは、2010年10月6日に放送を開始した料理番組である。幹事局は富山テレビ。現在までシーズン9（全127回）まで放送されている。

## 概要
ワインアドバイザーの沢樹舞が、季節の食材を中心においしい料理を提案する3分の料理番組。当初は富山県のみの放送だったが、2011年以降はほかの地域でも放送されるようになった。視聴率はミニ番組の中でも高く、富山テレビのミニ番組史上最高となる18.1%、長野でも10%以上を獲得した。

## 出演
- 沢樹舞

## 提供
- 富山テレビでは日本海ガスの一社提供となっているが、各放送局では地元のガス会社の一社提供となっている。また放送されていない地域のガス会社でも、ホームページで公開されている。（大東ガス・大阪ガス）

## 放送時間
富山テレビの放送時間
- 水曜日 21:54 - 22:00
  - 2010年10月6日 - 12月29日（シーズン1、全13回）
  - 2011年4月6日 - 6月29日（シーズン2、全13回）
  - 2011年10月5日 - 12月28日（シーズン3、全13回）
  - 2012年4月4日 - 6月27日（シーズン4、全13回）
  - 2012年7月4日 - 9月26日（シーズン5、全13回）
  - 2013年1月9日 - 6月26日（シーズン6、全25回）
  - 2014年1月8日 - 3月26日（シーズン7、全12回）
  - 2014年7月2日 - 9月24日（シーズン8、全13回）
  - 2015年1月9日 - 3月25日（シーズン9、全12回）

## 放送局
| 対象対象地域   | 放送局           | 系列           | 放送期間                      | 備考             |
| -------------- | ---------------- | -------------- | ----------------------------- | ---------------- |
| 富山県         | 富山テレビ       | フジテレビ系列 | 2010年10月6日 - 2015年3月25日 | 幹事局           |
| 長野県         | 長野放送         | フジテレビ系列 | 2011年4月7日 - 2013年6月24日  | 長野都市ガス提供 |
| 静岡県         | 静岡放送         | TBS系列        | 2013年4月12日 - 6月29日       | 静岡ガス提供     |
| 島根県・鳥取県 | 山陰中央テレビ   | フジテレビ系列 | 2011年10月5日 - 2014年3月26日 | 鳥取ガス提供     |
| 岡山県・香川県 | 山陽放送         | TBS系列        | 2012年4月21日 - 2014年3月19日 | 岡山ガス提供     |
| 山口県         | 山口放送         | 日本テレビ系列 | 2014年7月3日 - 2015年3月26日  | 山口合同ガス提供 |
| 大分県         | 大分放送         | TBS系列        | 2012年10月7日 - 2013年1月6日  | 大分ガス提供     |
| 鹿児島県       | 鹿児島読売テレビ | 日本テレビ系列 | 2012年4月5日 - 2015年3月26日  | 日本ガス提供     |
| 沖縄県         | 琉球朝日放送     | テレビ朝日系列 | 2011年10月1日 - 2012年6月30日 | 沖縄ガス提供     |

長野放送、山陰中央テレビ以外はフジテレビ系列が所在しながら、系列外での放送となっている。